# قائمة الكنائس الأرثوذكسية الشرقية

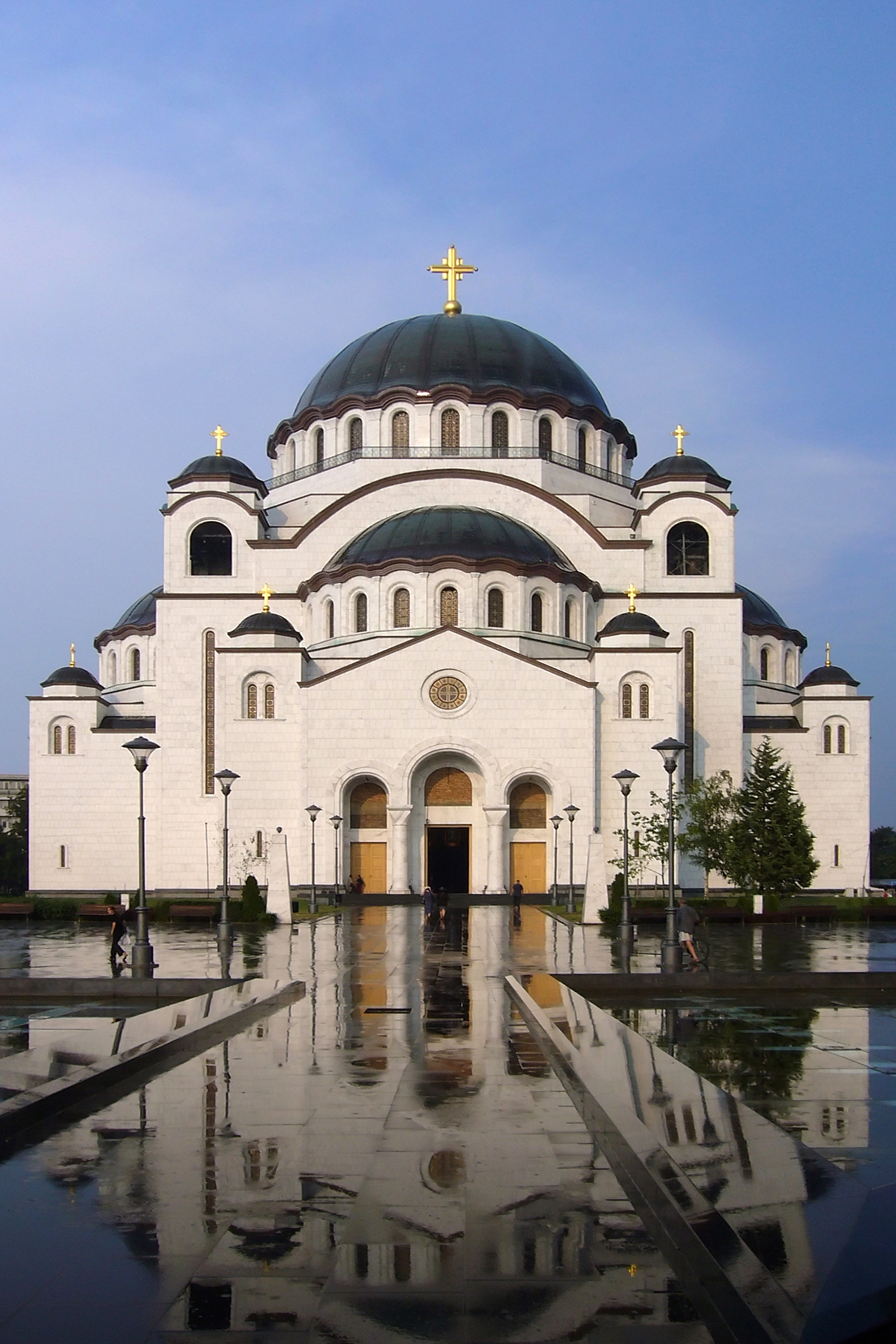
كاتدرائية القديس سافا في بلغراد، صربيا، وأكبر كنيسة أرثوذكسية في العالم.

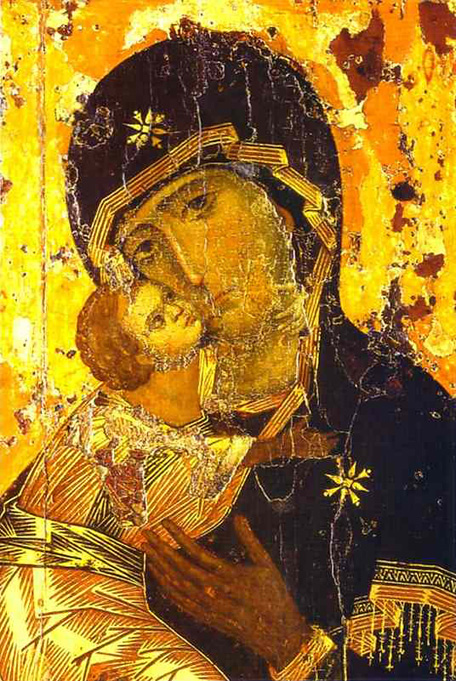
والدة الإله فلاديمير، واحدة من أكثر الرموز المسيحية الأرثوذكسية تبجيلًا للسيدة مريم العذراء.

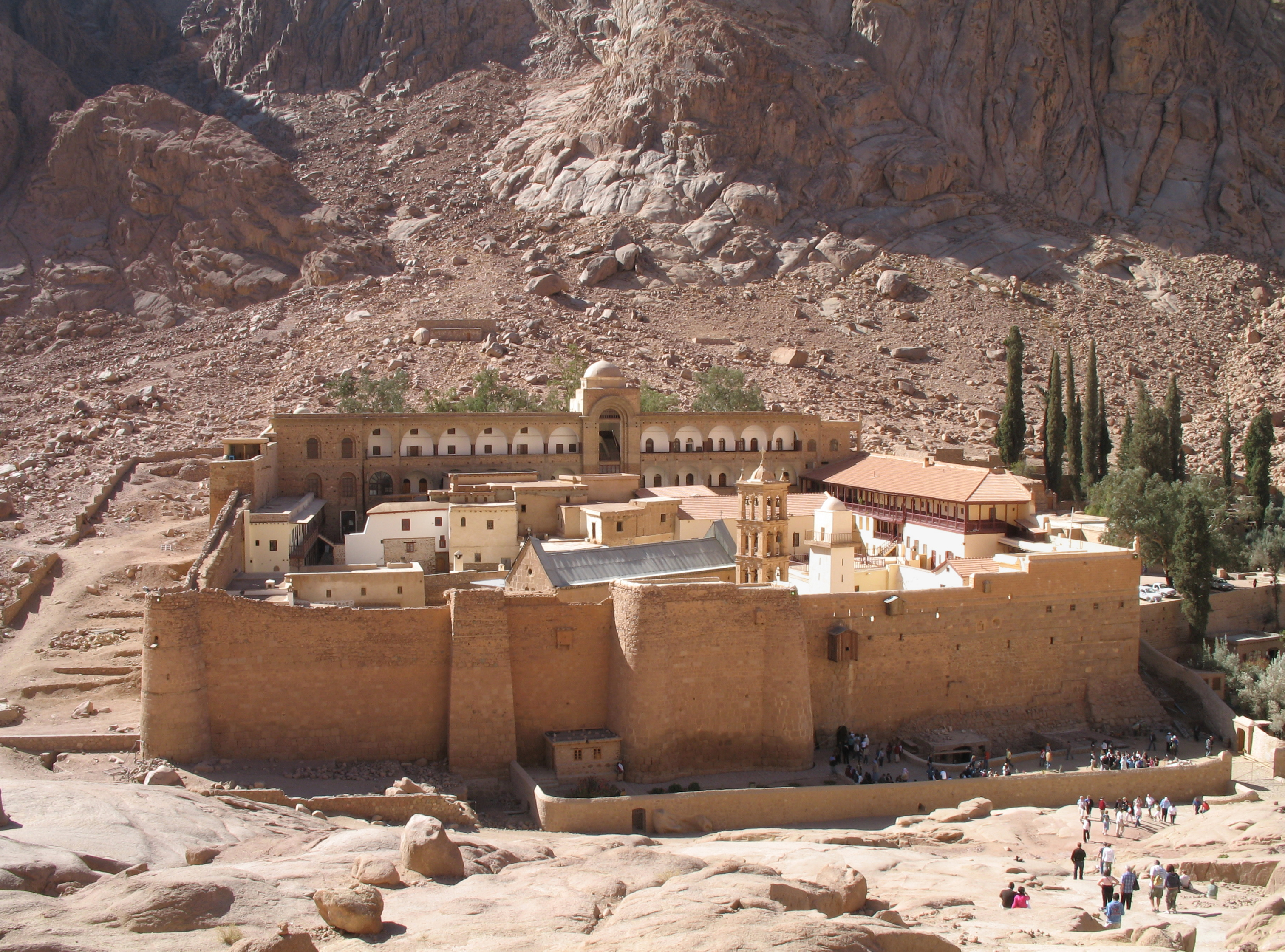
دير القديسة كاترين في مصر

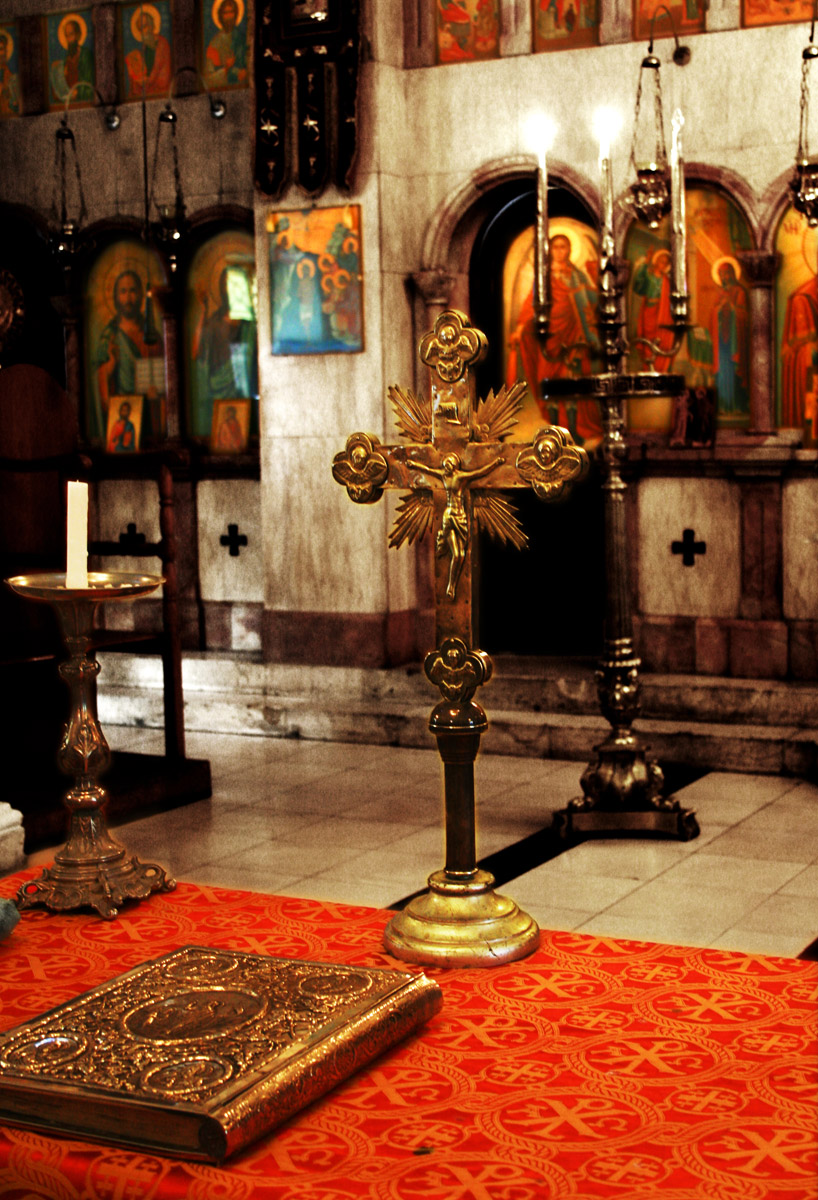
من داخل كنيسة أرثوذكسية

قائمة الكنائس الأرثوذكسية الشرقية

## النظام البطريركي القديم
البطريركيات الاولية
- بطريركية القسطنطينية المسكونية مركزها في  تركيا
- بطريركية الإسكندرية للروم الأرثوذكس مركزها في  مصر
- بطريركية أنطاكية وسائر المشرق للروم الأرثوذكس ومركزها في  سوريا
- بطريركية الروم الأرثوذكس في القدس ومركزها في أراضي  فلسطين و إسرائيل

## البطريركيات الصغرى
- الكنيسة الروسية الأرثوذكسية في  روسيا
- الكنيسة الصربية الأرثوذكسية في  صربيا
- الكنيسة الرومانية الأرثوذكسية في  رومانيا
- الكنيسة البلغارية الأرثوذكسية في  بلغاريا
- الكنيسة الجورجية الرسولية الأرثوذكسية في  جورجيا

## النظام الرئاسي برئاسة الأساقفة
الكنائس المستقلة
- الكنيسة القبرصية الأرثوذكسية في  قبرص
- الكنيسة اليونانية الأرثوذكسية في  اليونان
- الكنيسة الألبانية الأرثوذكسية في  ألبانيا

## المطرانيات المستقلة (الحكم الذاتي الكامل)
- الكنيسة البولندية الأرثوذكسية في  بولندا
- كنيسة التشيك وسلوفاكيا الأرثوذكسية في  جمهورية التشيك و سلوفاكيا

## كنائس مستقلة (الحكم الذاتي الكامل / الجزئي)
- الكنيسة الأرثوذكسية في أمريكا في  الولايات المتحدة
- الكنيسة الأوكرانية الأرثوذوكسية في  أوكرانيا

## كنائس أرثوذكسية شرقية مستقلة
- جبل آثوس في  اليونان
- دير القديسة كاترين (سيناء) في  مصر

## كنائس أرثوذكسية شبه مستقلة
- الكنيسة الأرثوذكسية الفنلندية في  فنلندا
- الكنيسة الإستونية الأرثوذكسية في  إستونيا
- الكنيسة الأوكرانية الأرثوذكسية (بطريركية موسكو) في  أوكرانيا
- الكنيسة المولدافية الأرثوذكسية في  مولدوفا
- أسقفية غرب أوروبا ومركزها في  فرنسا
- أسقفية أوهريد الأرثوذكسية في  مقدونيا
- الكنيسة الصينية الأرثوذكسية في  الصين
- الكنيسة اليابانية الأرثوذكسية في  اليابان
- الكنيسة الروسية الأرثوذكسية خارج روسيا ومركزها في  الولايات المتحدة

## كنائس غير معترف بها
- البطريركية الأرثوذكسية التركية المستقلة في  تركيا